# Hardwired
«Hardwired» es una canción y sencillo del grupo musical de heavy metal Metallica y el primero de su décimo álbum de estudio titulado Hardwired... to Self-Destruct. El sencillo se publicó el 18 de agosto de 2016 y fue tocado por primera vez el 20 de agosto de 2016. James Hetfield y Lars Ulrich escribieron la canción. En esta canción, el grupo retoma el estilo thrash metal rápido y pesado que tantos éxitos les brindó en la década de los 80 y se asemeja mucho a las canciones del álbum Kill 'Em All. Es la canción original más corta de la historia de Metallica, junto a «Motorbreath» del ya mencionado Kill 'Em All.

## Lista de canciones
| N.º | Título      | Duración |  |
| 1.  | «Hardwired» | 3:08     |  |

## Letra
ln the name of desperation

ln the name of wretched pain

ln the name of all creation

Gone insane
We're so fucked

Shit outta luck

Hardwired to self-destruct
On the way to paranoia

On the crooked borderline

On the way to great destroyer

Doom design
We're so fucked

Shit outta luck

Hardwired to self-destruct
Once upon a planet burning

Once upon a flame

Once upon a fear returning

All in vain
Do you feel that hope is fading?

Do you comprehend?

Do you feel it terminating?

ln the end
We're so fucked

Shit outta luck

Hardwired to self-destruct
Hardwired to self-destruct

Self-destruct

Self-destruct

Self-destruct

## Créditos
- James Hetfield: Voz y guitarra rítmica.
- Kirk Hammett: Guitarra líder.
- Robert Trujillo: Bajo eléctrico.
- Lars Ulrich: Batería y percusión.